# 雷西姆农
雷西姆农（希臘語：Ρέθυμνο），又译为雷西姆诺，是希腊克里特大区雷西姆农专区的一个市镇，位于克里特岛上，为雷西姆农专区的行政中心。

## 行政
雷西姆农市镇是在2011年地方政府改革中成立的，由原4个市镇合并而成，原市镇则成为新市镇的市区。

## 教育
- 克里特大学
- 希腊地中海大学（HMU)

## 姐妹城市
- 俄羅斯普希金市
- 賽普勒斯聖納帕
- 義大利卡斯泰纳索